# Pandanrejo (Bumiaji)
Pandanrejo is een bestuurslaag in het regentschap Batu van de provincie Oost-Java, Indonesië. Pandanrejo telt 5455 inwoners (volkstelling 2010).